# Roßberg (Schwarzwald)
Der Roßberg ist ein 1120,9 m ü. NHN hoher Berg im Schwarzwald direkt nördlich der Gemeinde Breitnau in Baden-Württemberg. Hinterzarten, Titisee-Neustadt und St. Märgen sind ebenfalls nicht fern.

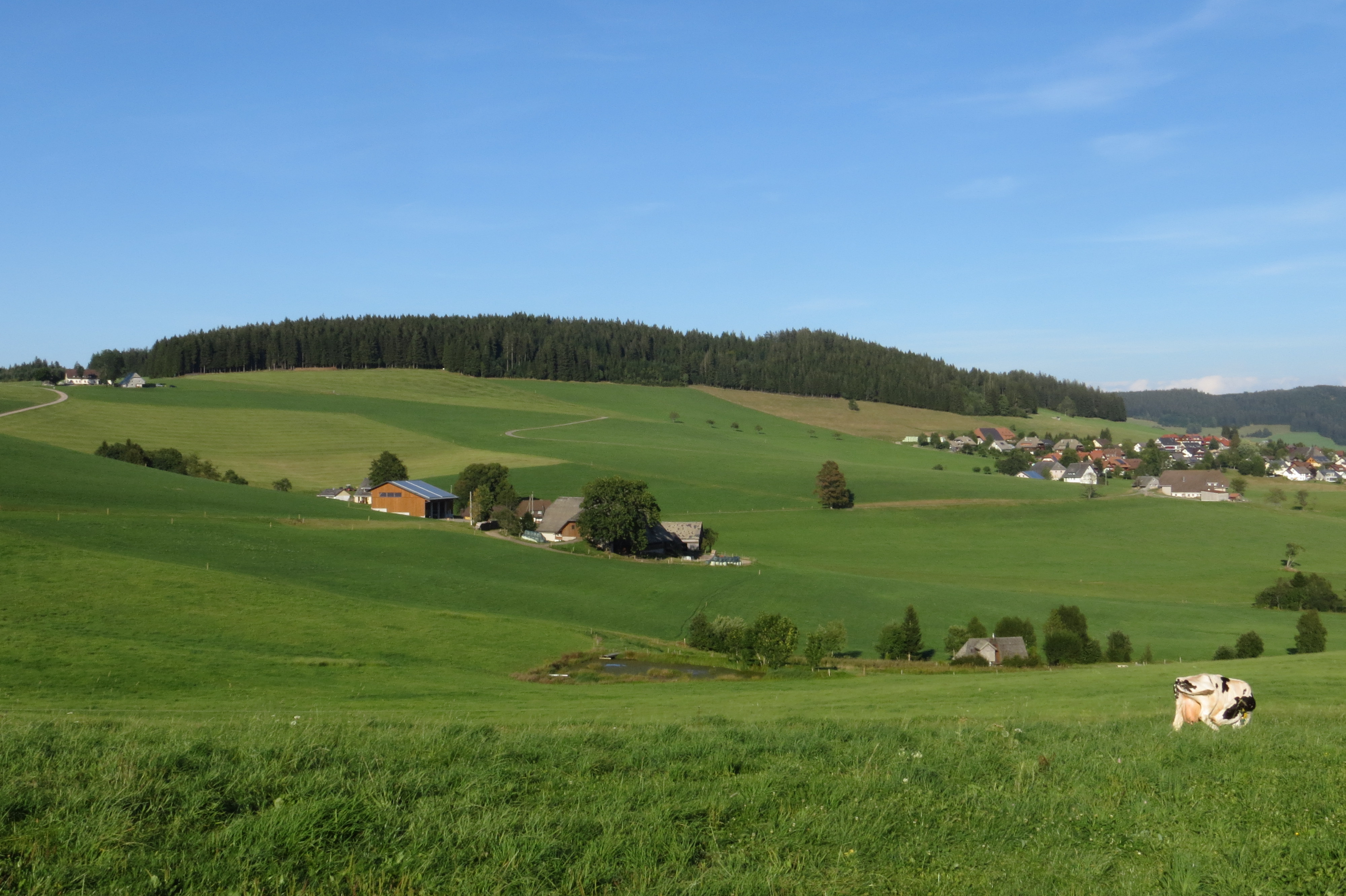
Der Roßberg oberhalb Breitnau von Hinterdorf gesehen

Auf der Nordwestseite des Berges sind die Reste einer Wall-Graben-Anlage aus dem ausgehenden 17. Jahrhundert zu erkennen. Die Befestigungsanlagen verlaufen im Bereich des Roßbergs vom Schanzenhäusle über die Ringelschanze bis zur Roßbergschanze.  Zwischen der Ringel- und der Roßbergschanze gibt es durchgängige lineare Strukturen mit mehreren dreieckigen Bastionen. Im Jahr 1690 haben bei Breitnau Kämpfe stattgefunden, doch bereits Anfang des 18. Jahrhunderts verloren die Schanzen ihre militärische Bedeutung. Die Verteidigungsanlagen waren Teil der barocken Verteidigungsanlagen im Schwarzwald.
Direkt bei der Roßbergschanze liegt das Naturfreundehaus Breitnau (Lage).